# موش پولینزی
موش پولینزی یا موش اقیانوسیه (نام علمی: Rattus exulans) سومین گونه رایج موش صحرایی در دنیا پس از موش قهوه‌ای و موش سیاه است. این جونده در اصل بومی جنوب شرق آسیاست اما مثل دو خویشاوند خود همراه با انسان به نقاط دیگر دنیا یعنی بیشتر جزایر پولینزی، فیجی، جزیره ایستر، هاوایی و نیوزیلند وارد شده‌است. او هم مثل موش صحرایی قهوه ای و سیاه انطباق‌پذیری بالایی با محیط‌های گوناگون از جمله علفزارها و جنگل‌ها دارد و برای دسترسی به غذا بسیار وابسته به انسان است.

## پراکندگی و گسترش
موش صحرایی پولینزی به خوبی در جزایر مختلف جنوب شرق آسیا و اقیانوسیه پراکنده شده و چون توانایی شنا کردن در مسیرهای طولانی را ندارد بی‌تردید همراه با انسان‌ها به این سفرها رفته‌است. انسان‌هایی که به صورت آگاهانه یا ناآگاهانه او را همراه خود به جزایر مختلف برده‌اند. در نتیجه بررسی سابقه حضور این موش صحرایی در یک جزیره معرف زمان حضور انسان در این جزایر است و کمک شایانی به ترسیم تاریخ می‌کند. موش صحرایی پولینزی از دیرباز در برخی جزایر به عنوان حیوان دست‌آموز نگهداری می‌شده‌است. برخی هم آن را غذایی لذیذ می‌دانند و از پوست آن نیز برای بافت پوشاک استفاده می‌کنند.
این حیوان مسئول انقراض بسیاری از پرندگان و حشرات جزیره‌نشین است. گونه‌هایی که بدون حضور پستانداران تکامل یافته بودند و قادر نبودند از خود یا جوجه‌ها و تخم‌هایشان در مقابل این جانور دفاع کنند. وی همچنین در نابودی کامل جنگل‌های جزیره ایستر نقش داشته‌است. آنها با خوردن دانه‌های درخت‌های نخل از رشد مجدد جنگل جلوگیری کرده و به نابودی کامل محیط زیست این جزیره کمک کردند.
به همین دلیل یکی از برنامه‌های سازمان محیط زیست نیوزیلند از بین بردن کامل موش های صحرایی (و شکارچیان دیگر همچون قاقم و گربه) در جزایر کوچک بوده‌است. این موش های صحرایی مسئول انقراض و کاهش جمعیت بسیاری از پرندگان بدون پرواز، مارمولک‌ها، سوسمار پل‌دماغی، حلزون‌ها، سقنقرها، قورباغه‌ها و حشرات و تخریب بسیاری از گیاهان محسوب می‌شوند و در هر جزیره‌ای که نسل موش های صحرایی برافتاده بلافاصله افزایش قابل توجهی در جمعیت پرندگان زمین‌زی و گروهی از پرندگان دریایی مشاهده شده‌است. با این وجود در سال ۲۰۱۰ دو جزیره از این برنامه مستثنی شدند چون قبیله ساکن این دو جزیره بر این باورند که این موش های صحرایی یادگار سفر نیاکان آنها در اقیانوس هستند و آنها بایستی از این حیوان حفاظت کنند.

## ویژگی‌ها
خصوصیات ظاهری موش صحرایی پولینزی همان ویژگی‌های تیپیکال موش های صحرایی ست. آنها بدن لاغر و باریک، پوزه برآمده، گوش‌های بزرگ و گرد، موهای مشکی/قهوه‌ای و پاهایی کوچک دارند. طول ایشان از پوزه تا آغاز دم به ۱۵ سانتیمتر می‌رسد و کمی کوچکتر از موش صحرایی قهوه‌ای و سیاه است و آن‌هایی که در جزایر کوچکتر زندگی می‌کنند معمولاً کوچکتر هم هستند.
موش صحرایی پولینزی مثل بیشتر جوندگان شب‌گرد است. مثل رات سیاه به خوبی از درخت بالا می‌رود و معمولاً روی درختان لانه می‌کند. دوره بارداری ایشان ۲۱ تا ۲۴ روز است و تعداد بچه‌های هر زایمان بستگی به وضعیت تغذیه مادر بین ۶ تا ۱۱ متغیر است. دوره شیردهی ۲۸ روز است و برخلاف موش های صحرایی دیگر در تمام طول سال مشغول زادوولد نیستند و فقط بهار و تابستان بارور هستند.
موش صحرایی پولینزی مثل موش های صحرایی دیگر همه‌چیزخوار است و از دانه گیاهان، میوه‌ها، برگ‌ها، پوست درختان، حشرات، کرم خاکی، عنکبوت، مارمولک، تخم پرندگان و جوجه‌ها تغذیه می‌کنند.